# Incontri internazionali di rugby a 15 di fine anno 2002
Nel rugby a 15 è tradizione che a fine anno (ottobre-dicembre) si disputino una serie di incontri internazionali che gli europei chiamano "Autumn International" e gli appassionati dell'emisfero sud "Springtime tour". In particolare le nazionali dell'emisfero Sud si recano in tour in Europa.
Si conferma che le uniche tre nazionali in grado di contrastare le tre grandi squadre dell'emisfero sud sono Inghilterra (vincitrice su tutte e tre), Francia (che supera il Sudafrica e pareggia con gli All Blacks) e Irlanda che supera l'Australia.
- La Romania, dopo i disastri dell'anno prima, cerca un riscatto prima in Irlanda, quindi in Galles e Scozia:

| Limerick 7 settembre 2002 | Irlanda | 39 – 8 | Romania |  |

| Wrexham 1º novembre 2002 | Galles | 40 – 3 | Romania |  |

| Edimburgo 9 novembre 2002 | Scozia | 37 – 10 | Romania | Murrayfield |

- L'Australia è in Europa dove viene superata a sorpresa dall'Irlanda e dall'Inghilterra prima di travolgere un'Italia alla ricerca di un'identità.

| Buenos Aires 2 novembre 2002 | Argentina | 6 – 17 | Australia | River Plate |

| Dublino 9 novembre 2002 | Irlanda | 18 – 9 | Australia | Lansdowne Road |

| Londra 16 novembre 2002 | Inghilterra | 32 – 31 | Australia | Twickenham |

| Genova 23 novembre 2002 | Italia | 3 – 34 | Australia | Luigi Ferraris |

- Brutto periodo per il Sudafrica, travolto da Francia, Irlanda e Scozia:

| Marsiglia 9 novembre 2002 | Francia | 30 – 10 | Sudafrica | Velodrome |

| Edimburgo 16 novembre 2002 | Scozia | 21 – 6 | Sudafrica | Murrayfield |

| Londra 23 novembre 2002 | Inghilterra | 53 – 3 | Sudafrica | Twickenham |

- Tre pesanti sconfitte per le Isole Figi contro le nazionali celtiche

| Cardiff 9 novembre 2002 | Galles | 58 – 14 | Figi | Millennium Stadium |

| Dublino 17 novembre 2002 | Irlanda | 64 – 17 | Figi | Lansdowne Road |

| Edimburgo 24 novembre 2002 | Scozia | 36 – 22 | Figi | Murrayfield |

- A conferma del buon momento di Francia e Inghilterra, anche la Nuova Zelanda non riesce a vincere a Londra e Parigi

| Londra 9 novembre 2002 | Inghilterra | 31 – 28 | Nuova Zelanda | Twickenham |

| Parigi 16 novembre 2002 | Francia | 20 – 20 | Nuova Zelanda | Stade de France |

| Cardiff 23 novembre 2002 | Galles | 17 – 43 | Nuova Zelanda | Millennium Stadium |

- Il Canada, sempre alla ricerca dello smalto degli anni '90, si reca in Galles e Francia.

| Cardiff 16 novembre 2002 | Galles | 32 – 21 | Canada | Millennium Stadium |

| Parigi 23 novembre 2002 | Francia | 35 – 3 | Canada | Stade de France |

- L'Argentina continua il suo percorso di crescita con questo tour in Italia e Irlanda:

| Roma 16 novembre 2002 | Italia | 6 – 36 | Argentina | Stadio Flaminio |

| Dublino 23 novembre 2002 | Irlanda | 16 – 7 | Argentina | Lansdowne Road |

- Test vari:

| Pretoria 25 settembre 2002 | Blue Bulls | 30 – 28 | Tunisia XV |  |

| Nairobi 28 settembre 2002 | Kenya | 19 – 12 | Zimbabwe |  |

| 12 ottobre 2002 | Austria | 5 – 19 | Croazia |  |

| 12 ottobre 2002 | Counties Development | 24 – 14 | Isole Cook |  |

| Singapore 1º novembre 2002 | Singapore | 3 – 10 | Hong Kong |  |

| Montego Bay 8 novembre 2002 | Giamaica | 27 – 32 | Isole Cayman |  |

| 14 dicembre 2002 | Martinica | 22 – 5 | Trinidad e Tobago |  |